# Boechera dentata
Boechera dentata är en korsblommig växtart som först beskrevs av Rafinesque, och fick sitt nu gällande namn av Al-shehbaz och James Lee Zarucchi. Boechera dentata ingår i släktet indiantravar, och familjen korsblommiga växter. Inga underarter finns listade i Catalogue of Life.